# Sadatlı
Sadatlı är en ort i Azerbajdzjan.   Den ligger i distriktet Cəlilabad Rayonu, i den södra delen av landet, 190 km sydväst om huvudstaden Baku. Sadatlı ligger 284 meter över havet och antalet invånare är 721.
Terrängen runt Sadatlı är kuperad åt sydväst, men åt nordost är den platt. Närmaste större samhälle är Dzhalilabad, 13,7 km nordost om Sadatlı.
Omgivningarna runt Sadatlı är en mosaik av jordbruksmark och naturlig växtlighet. Runt Sadatlı är det ganska tätbefolkat, med 104 invånare per kvadratkilometer.